# اکمیه لاکتیفرا
اکمیه لاکتیفرا (نام علمی: Aechmea lactifera) نام یک گونه از سرده اکمیه است.